# Interim (Zeitschrift)
Die Interim ist eine, seit dem 1. Mai 1988 erscheinende, in Berlin hergestellte Zeitschrift der autonomen Szene, mit sich später entwickelter bundesweiter Bedeutung.

## Überblick
Die Interim entstand während der autonomen Kampagne gegen das Treffen des Internationalen Währungsfonds im September 1988 in Berlin. Die erste Ausgabe kam zum 1. Mai 1988 heraus. Im Vorwort bezieht sie sich negativ auf die „radikal“ als „in der Illegalität versteinert“ sowie die operaistische Zeitschrift „Wildcat“ und die „Autonomie“ als „Fachzeitschriften der TheoretikerInnen“. Die konspirativ arbeitende Redaktion ist nur über ein Postfach im Mehringhof erreichbar und stellt hauptsächlich ihr anonym zugesandte Diskussionsbeiträge zu linksradikaler Theorie und Praxis, Demonstrationsaufrufe und Termine sowie Bekennerschreiben militanter Gruppen weitgehend unbearbeitet zusammen. Nicht abgedruckte Einsendungen werden in Ordner abgeheftet und in einem Berliner Infoladen, dem M99 – Gemischtwarenladen mit Revolutionsbedarf, zugänglich gemacht. Dabei wechselt die Redaktion von Ausgabe zu Ausgabe, eine Kommunikation mit der Redaktion wird deshalb immer mit Nennung der betreffenden Ausgabe geführt.
Die Interim dient der Autonomen Szene als wichtige Kommunikationsplattform. So wurde die in der Gründung der ersten organisierten Antifagruppen mündende Organisierungsdebatte ebenso in der Interim geführt wie die von der linksradikalen militanten Untergrundorganisation militante gruppe (mg) forcierte Militanzdebatte.
Auf Grund von Erfahrungen anderer Zeitschriften der autonomen Bewegung mit Ermittlungs- und Strafverfahren wurde die Interim von Beginn an konspirativ hergestellt und verbreitet. Anlässlich einzelner Ausgaben wurden mehrfach Ermittlungsverfahren eröffnet, in deren Verlauf es teilweise zu Hausdurchsuchungen und Beschlagnahmungen eines Teils der Auflage kam. 2010 kam es zu mehreren Verfahren und einer Anklage gegen die Geschäftsführer linker Buchläden, in denen Ausgaben der Interim ausgelegen hatten. Alle endeten mit der Einstellung der Verfahren.
Die Auflage schwankt zwischen 1500 und 2500 Exemplaren, die aus 32 bis 36 DIN-A-4-Seiten bestehen.

## Ausrichtung
Die Interim gilt als autonom und libertär ausgerichtet. Der Abdruck eines Flugblatts der türkischen marxistisch-leninistisch orientierten „Bolschewik Partisan“ wurde mit folgender Bemerkung abgelehnt:
„Zur Forderung von BP (Bolschewik Partisan) nach dem Abdruck ihres Papiers zum 1. Mai in der Interim: eure Forderung erfüllen wir gerne, sobald ihr in eurem Parteiorgan die Rede von Bakunin auf dem Gründungskongreß der 1. Internationale und den Text von Rosa Luxemburg zur bolschewistischen Revolution (Freiheit ist immer die Freiheit der Andersdenkenden) abgedruckt habt.“

## Einschätzung der Verfassungsschutzbehörden
Vom Bundesamt für Verfassungsschutz wird sie als linksextremistisch eingestuft und aufgrund ihrer breiten, wiewohl seit 2001 zurückgegangen Rezeption innerhalb der linken Szene vom Verfassungsschutz regelmäßig zitiert.
Der Verfassungsschutz des Landes NRW stufte die Zeitschrift als „prägendes Sprachrohr der militanten Szene“ ein, die „unverhohlene Aufforderungen und Anleitungen zu Gewalttaten, unter anderem gegen Rechtsextremisten und deren Einrichtungen oder für Anschläge bei Castor-Transporten“ enthalte.

## Operation des Bundeskriminalamts
Das deutsche Bundeskriminalamt (BKA) beteiligte sich 2005 und 2006 mit zwei in der Interim veröffentlichten Schreiben unter dem Pseudonym „Die zwei aus der Muppetshow“ an der Militanzdebatte in der Interim. Damit sollten Leser der Zeitschrift auf die Website des BKA geführt werden, um Brandanschläge der linksextremen Untergrundorganisation militante Gruppe aufzuklären. Dort wurden 417 IP-Adressen der Besucher gespeichert und daraus 120 Nutzerdaten ermittelt, die bis 2009 zu keinen relevanten Ermittlungsergebnissen führten.